# شينانو أونواكو
شينانو أونواكو (بالإنجليزية: Chinanu Onuaku)‏ مواليد 1 نوفمبر 1996 في ماريلند، هو لاعب كرة سلة أمريكي. بدأ مسيرته الاحترافية في سنة 2016. تم اختياره من قبل فريق هيوستن روكتس خلال الدرافت ويلعب معه حاليا في الرابطة الوطنية لكرة السلة كلاعب وسط. يحمل الرقم 21. يبلغ طوله 6 قدم 10 بوصة (2.1 م).

## روابط خارجية
- شينانو أونواكو على موقع الاتحاد الدولي لكرة السلة (الإنجليزية)
- شينانو أونواكو على موقع إن بي أي (الإنجليزية)
- شينانو أونواكو على موقع سبورتس رفرنس (الإنجليزية)
- شينانو أونواكو على موقع كرة السلة الأوروبية.كوم (الإنجليزية)
- شينانو أونواكو على موقع DraftExpress.com (الإنجليزية)
- شينانو أونواكو على موقع إي إس بي إن.كوم (الإنجليزية)
- شينانو أونواكو على موقع كلية كرة السلة في سبورتس رفرنس.كوم (الإنجليزية)
- شينانو أونواكو على موقع ريلجم (الإنجليزية)
- شينانو أونواكو على موقع بروبوليرز (الإنجليزية)
- شينانو أونواكو على موقع سبورتس رفرنس (الإنجليزية)